# Весняне (Поліський район)
Весняне (первісно Піскувате, Вовчий Ліс) — колишнє село в Україні Поліського району Київської області, що знято з обліку в зв'язку з відселенням мешканців внаслідок аварії на ЧАЕС.
Село розміщується за 20 км від колишнього районного центру Поліське (Хабне), і за 9 км від колишньої залізничної станції Товстий Ліс.

## Історичні відомості
Виникло село у 1920-х роках. Уперше позначено на карті 1935 року як хутір Піскувате з 5 дворами та хутір Вовчий Ліс із 69 дворами. Ймовірно, згодом хутір Піскувате увійшов до складу хутора Вовчий Ліс.
Село здобуло назву Весняне 14 квітня 1962 року, змінивши попередню назву Вовчий Ліс.
У повоєнну добу суттєво збільшилося у розмірах. Складалося з головної поздовжньої та 2 бічних вулиць, з'єднаних між собою 2 вулицями.
Село було центром Веснянської сільської ради Поліського району, якій підпорядковувалися населені пункти Кливини, Стара Рудня та лісництво Яковецьке.
У 1980-х роках у селі проживало близько 390 мешканців.
Кількість населення на момент евакуації становило 261 осіб, 95 господарств. Мешканців села було переселено у села Гланишів та Єрківці (Бориспільський район). Евакуйоване 14.05.1986 року.
Село було виселене внаслідок сильного радіаційного забруднення 1986 року. Село офіційно зняте з обліку 1999 року через відсутність населення.
Після Чорнобильської катастрофи село увійшло до 30-кілометрової зони відчуження.
Частина території села згоріла під час лісових пожеж у 2020 році.
З лютого по квітень 2022 року село було окуповане російськими військами внаслідок вторгнення 2022 року.

## Відомі особистості
В поселенні народився:
- Шеремета Віктор Васильович (* 1962) — український політик, фермер.